# Dorothea Hauser
Dorothea Hauser (* 1. Juni 1965 in Heidelberg) ist eine deutsche Historikerin und Autorin.

## Leben
Dorothea Hauser wuchs in Heidelberg und Köln auf. Nach dem Besuch des altsprachlichen Apostelgymnasiums absolvierte sie von 1981 bis 1983 als Stipendiatin die Abbotsholme School in Großbritannien. Von 1984 bis 1989 studierte sie Geschichte, Volkswirtschaftslehre und Politologie an der Universität Köln. Während des Studiums und nach dem Magister-Abschluss arbeitete sie am althistorischen Lehrstuhl von Gustav-Adolf Lehmann sowie als feste freie Mitarbeiterin für die Ost-West-Redaktion des Deutschlandfunks in Köln. Nach einer Hospitanz im Feuilleton der Frankfurter Allgemeinen Zeitung war sie 1994–99 die erste wissenschaftliche Leiterin der neugegründeten Helmut- und Loki Schmidt-Stiftung, Hamburg. In diese Zeit fiel u. a. die Durchführung eines international angelegten Zeitzeugenprogramms auf der Basis noch nicht freigegebener Akten, zu denen auch die Protokolle des Großen Krisenstabs während des sogenannten Deutschen Herbst gehörten. Inhaltliche Schwerpunkte waren die Außen- und Sicherheitspolitik sowie die Konfrontation mit dem Terrorismus der Roten Armee Fraktion. Ferner entstand 1997/98 unter Hausers Federführung die zehnteilige Fernsehserie „Am Ende des Jahrhunderts: Helmut Schmidt im Gespräch“ (ARTE und ARD), die Schmidt mit politischen Wegbegleitern wie auch Gegnern zusammenführte. In diesem Rahmen fand in Bonn das einzige Gespräch zwischen dem damaligen Bundeskanzler Helmut Kohl und seinem Vorgänger Helmut Schmidt seit dem Regierungswechsel 1982 statt.
Dazu verfasste sie zeithistorische Beiträge für den Spiegel und „Die Zeit“. Seit 2000 ist sie als selbständige Historikerin und Autorin tätig, bis 2007 mit Sitz in Paris und seither in Berlin. 2001 bis 2009 war sie Mitherausgeberin der Vierteljahreszeitschrift Ästhetik & Kommunikation. Neben Projekten u. a. mit der Humboldt-Universität und dem Leo Baeck Institute New York arbeitet sie als Bevollmächtigte für die Jewish Claims Conference, New York / Frankfurt am Main, sowie als geschäftsführender Vorstand der Stiftung Warburg Archiv, Hamburg.

## Publikationen (Auswahl)
- Baader und Herold. Beschreibung eines Kampfes. Berlin: Alexander Fest Verlag 1997 (TB-Ausgabe Frankfurt am Main: Fischer Taschenbuchverlag 1998; Erw. Neuauflage Reinbek: Rowohlt Verlag 2007).[3]
- als Hrsg. und Bearbeiter: Helmut Schmidt, Jahrhundertwende. Gespräche mit Lee Kuan Yew, Jimmy Carter, Shimon Peres, Valéry Giscard d’Estaing, Ralf Dahrendorf, Michail Gorbatschow, Rainer Barzel, Henry Kissinger, Helmut Kohl und Henning Voscherau. Hrsg. und eingeleitet von Dorothea Hauser. Berlin: Siedler Verlag 1998, ISBN 978-3886806492 (Lizenz-Ausgabe München: btb 1999; TB-Ausgabe München: Goldmann 2000; Japanische Ausgabe Tokyo: Kōrosha Verlag 2001).[4]
- Außenpolitische Komplexe. In: Ästhetik & Kommunikation 103 (1998): Außenpolitische Intelligenz, S. 13–20.
- „Das Thema ist erledigt“. Romuald Karmakar, Christian Petzold und Andres Veiel zum Politischen im deutschen Film. In: Ästhetik & Kommunikation 117 (2002): Politik im deutschen Kino, S. 44–60 (zus. mit Andreas Schroth).[5]
- Politik und Gefühl. Einleitung zu John Maynard Keynes: Freund und Feind. Berlin: Berenberg Verlag 2004, S. 7–23. ISBN 978-3937834009.[6][7]
- Rechte Leute von links? Die RAF und das deutsche Volk. In: Klaus Biesenbach (Hg.): Zur Vorstellung des Terrors: Die RAF. Göttingen: Steidl Verlag 2005, S. 135–137.[8]
- Deutschland, Italien, Japan: Die ehemaligen Achsenmächte und der Terrorismus der 1970er Jahre. In: Wolfgang Kraushaar (Hg.): Die RAF und der linke Terrorismus, Hamburg: Hamburger Edition 2006, Bd. 2, S. 1272–1298, ISBN 978-3936096651.[9][10]
- Das Fertilitätsparadoxon. Französische und deutsche Zustände. In: Ästhetik & Kommunikation 134 (2006): Zerrbild Familie, S. 49–56.
- als Hrsg.: John Maynard Keynes: Krieg und Frieden. Die wirtschaftlichen Folgen des Vertrags von Versailles. Hrsg. und eingeleitet von Dorothea Hauser. Berlin: Berenberg Verlag 2006. Erg. Neuauflage Berlin: Berenberg Verlag 2014, ISBN 978-3937834757.[11][12][13][14]
- „das stück, das tanten typen voraus haben“. Zur Beziehung von Ulrike Meinhof und Gudrun Ensslin. In: Ortrud Gutjahr (Hg.): Ulrike Maria Stuart (= Theater und Universität im Gespräch, Bd. 5), Würzburg: Königshausen & Neumann 2007, S. 39–52.[15]
- Max Warburg; in: Deutsche Bankiers des 20. Jahrhunderts. Im Auftrag des Wissenschaftlichen Beirats des Instituts für bankhistorische Forschung e.V. hrsg. von Hans Pohl. Stuttgart: Franz Steiner Verlag 2008, ISBN 978-3515089548, S. 419–432 (zus. mit Christoph Kreutzmüller).[16][17]
- Terrorism. In: 1968 in Europe – A History of Protest and Activism, 1956–77. (= Palgrave Series in Transnational History). Ed. by Martin Klimke and Joachim Scharloth. New York/London: Palgrave Macmillan 2008, ISBN 978-0230606203, S. 269–280.[18][19]
- Dorothea Hauser im Gespräch mit Reinhard Strecker über die SDS-Aktion „Ungesühnte Nazijustiz“. In: Ästhetik & Kommunikation 140/141 (2008): Die Revolte – Themen und Motive der Studentenbewegung, S. 147–154.
- Das Teppichmesser. In: Hannes Böhringer, Hans Hansen und Axel Kufus: einfach. Berlin: Merve Verlag 2009, ISBN 978-3883962665, S. 49–55.[20]
- Zwischen Gehen und Bleiben. Das Sekretariat Warburg und sein Netzwerk des Vertrauens, 1938–1941. In: Susanne Heim, Beate Meyer, Francis R. Nicosia (Hg.): „Wer bleibt, opfert seine Jahre, vielleicht sein Leben“: Deutsche Juden 1938–1941, Göttingen: Wallstein Verlag 2010, ISBN 978-3835307520, S. 115–133.[21][22]
- Reichszentrale für jüdische Auswanderung. In: Wolfgang Benz (Hg.): Handbuch des Antisemitismus. Judenfeindschaft in Geschichte und Gegenwart, Bd. 5, Berlin und Boston: De Gruyter Saur 2012, S. 534–536 (zus. mit Christoph Kreutzmüller). ISBN 978-3-598-24078-2
- Economy as Fate: Erich W. Abraham, Kurt Zielenziger, and the Liberal Fallacy of Weimar Jewry. In: Christoph Kreutzmüller, Michael Wildt and Moshe Zimmermann (ed.): National Economies: Volks-Wirtschaft, Racism and Economy in Europe between the Wars (1918–1939/45), Cambridge: Cambridge Scholars Publishing 2015, ISBN 978-1443877862, S. 47–61.[23]
- Carl Melchior – jüdischer Vorkämpfer eines europäischen Friedens. Katalog zur Ausstellung im Jüdischen Museum Berlin, Hamburg: Stiftung Warburg Archiv 2019, ISBN 978-3-00-062606-7 (zus. mit Christoph Kreutzmüller).[24][25][26]
- Die Redaktion als Lebens- und Arbeitsform. Dorothea Hauser im Gespräch mit Dieter Hoffmann-Axthelm. In: Ästhetik & Kommunikation 180/181 (2020): Werbung, S. 181–188.
- Banking on Emigration: Reconsidering the Warburg Bank’s Late Surrender, Schacht's Protective Hand, and Other Myths about Jewish Banks in the “Third Reich”. In: Christoph Kreutzmüller and Jonathan R. Zatlin (ed.): Dispossession: Plundering German Jewry, 1933–1953, Ann Arbor: University of Michigan Press 2020, ISBN 978-0472132034, S. 148–166.
- als Hrsg. (mit Ricardo Felberbaum und Kay Wolfinger): Nebelflecken und das Unbeobachtete. Neue Forschungsansätze zum Werk W. G. Sebalds. Würzburg: Königshausen & Neumann 2023, ISBN 978-3-8260-7167-6 (= Schriftenreihe der Deutschen Sebald Gesellschaft, Bd. 2).